# 理查·威爾森
理查·威爾森（英語：Richard Wilson；1714年8月1日—1782年5月15日）是具影響力的威爾斯風景畫家，他曾在英國以及義大利工作。與喬治．蘭伯特 (George Lambert) 一起被公認為英國本土風景畫的先驅，在威爾斯百科全書譽為「威爾士有史以來最傑出的畫家，也是第一個欣賞其自身國家美學之可能性的人。」，並在1768年十二月成為英國皇家藝術學院的創始成員之一。關於理查．威爾森作品的目錄全集由保羅．斯賓塞-朗赫斯特(Paul Spencer-Longhurst)教授編輯完成，並由保羅．梅隆英國藝術研究中心(Paul Mellon Centre for Studies in British Art)出版。

## 生平
早期
理查．威爾森於1714年8月1日誕生於蒙哥馬利郡(Montgomeryshire) (現今波伊斯Powys)中的小村莊佩內戈斯(Penegoes)的一個牧師家庭，這是一個歷史悠久的家庭，與地方領地有著密切的聯繫，理查．威爾森也是查爾斯．普拉特 (Charles Pratt) 第一代卡姆登伯爵 (Earl Camden) 的堂兄。
倫敦時期
1729 年威爾森前往倫敦，在一位默默無聞的藝術家托馬斯．賴特 (Thomas Wright) 的畫室擔任學徒，並他開始從事肖像畫家的工作。威爾森經常和他的熟人巴雷蒂在馬里波恩花園散步，並前往現在被稱為格林人(Greene Man)的法辛派屋(Farthing Pie House)。
義大利時期
1751至1757年，威爾森前往義大利工作與創作，在這段壯遊(Great Tour)的期間，威爾森在法蘭西斯柯．祝卡雷利(Francesco Zuccarelli)的建議下成為一位風景畫家，並描繪義大利風景，包含蒂沃利(Tivoli)等地，如作品〈蒂沃利；女巫和坎帕尼亞神廟〉(Tivoli, the cascatelle grande and the villa of maecenas, 1752)，也可從這類作品中看到前個世紀克勞德(Claude Lorrain)建立起的古典風景畫傳統。 威爾森也描繪了羅馬與周邊的風景，如作品Rome: St Peter’s and the Vatican from the Janiculum, 1753，在這件作品中，可以看到威爾森對自然風景的光影及色調出色的觀察與描繪。
返回英國
1757 年，他離開義大利返回倫敦定居。於1760-8 年在藝術家協會(Society of Artists)展出風景畫作品 ，並在1768年成為英國皇家藝術學院(Royal Academy)的創始成員之一。從描繪義大利，再到後來描繪英國本土，威爾森是第一個關注在風景畫上的英國畫家之一。威爾森優異的畫面構成，以及對自然空氣與光線的出色描繪，創造了一種受荷蘭風景傳統以及克勞德．洛蘭(Claude Lorrain)影響的個人理想風格。John Ruskin描述威爾森：「以一種陽剛的方式作畫，且偶爾會達到精緻的色調。」 威爾森一開始專注於描繪理想化的義大利風景，以及奠基於古典文學的風景樣貌，但當他的作品《尼俄伯之子的毀滅》(The Destruction of the Children of Niobe c.1759–60)贏得讚譽後，他從地主階級獲得了許多作畫委託，希望威爾森能對他們的莊園進行古典想化的描繪。 而威爾森的牧師之子的身分也為其保持與地主良好的關係 。
後世影響
威爾森的學生中有畫家托馬斯．瓊斯(Thomas Jones)，而其風景畫也受到康斯坦伯(John Constable)、約翰．克羅姆(John Crome)和透納(Turner)的影響。

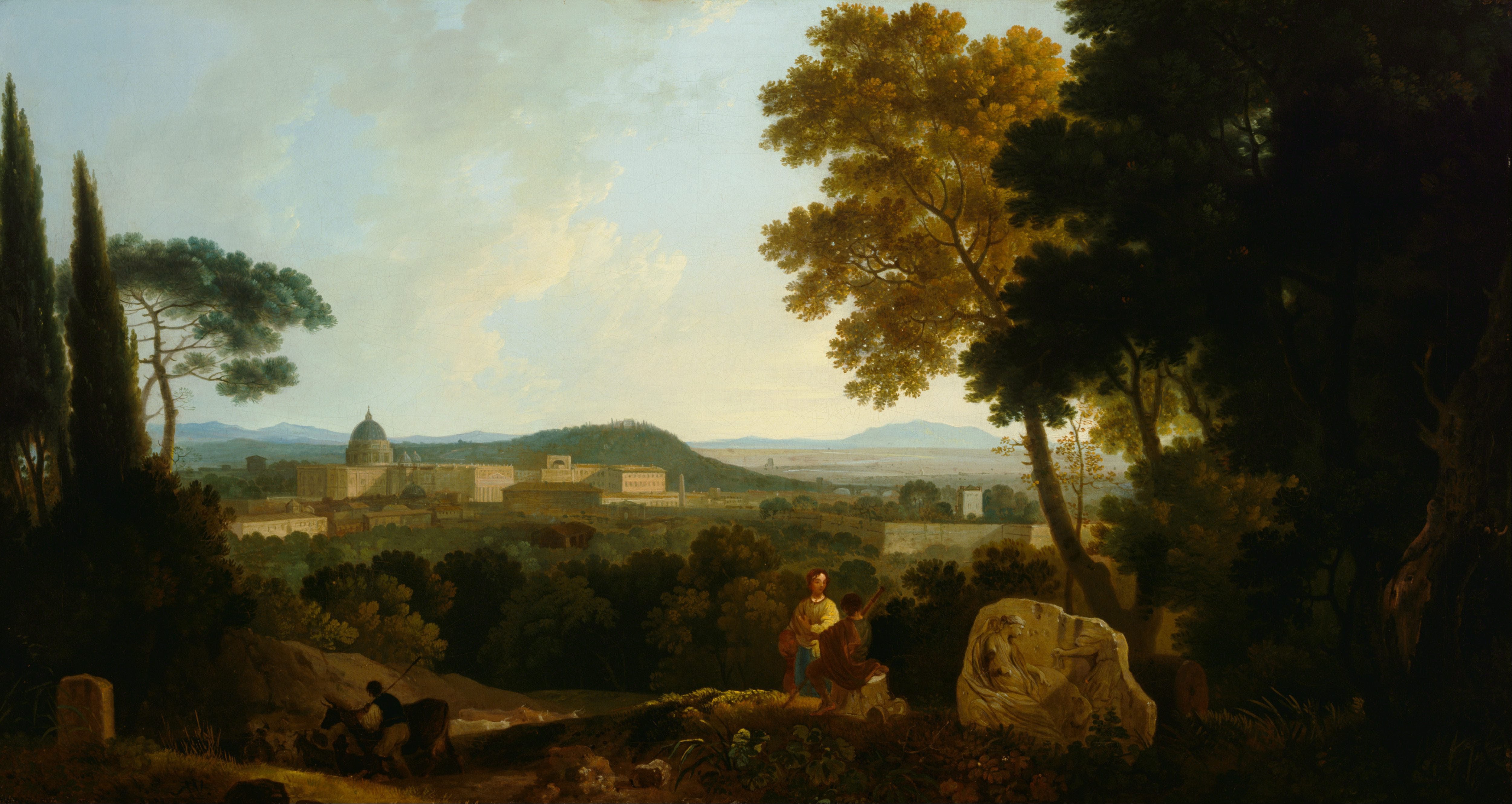
St Peters and the Vatican from the Janiculum, Rome

## 作品

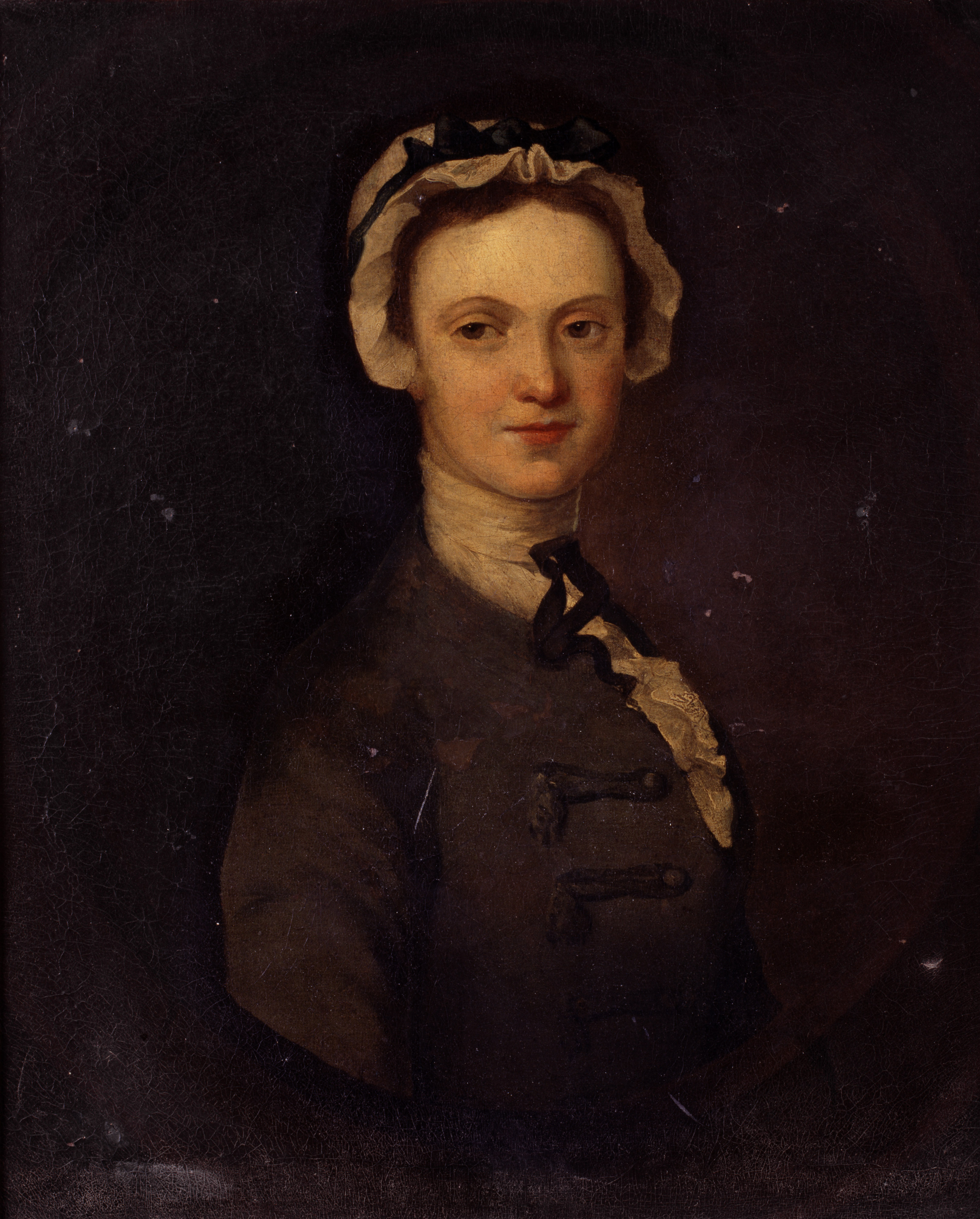
Portrait of Miss Catherine Jones of Colomendy, Wilson's cousin. c.1740

1948 年，伯明翰博物館和美術館的館長瑪麗．伍德爾 (Mary Woodall) ，策劃了一檔有關威爾森畫作的展覽 ，現存作品如下：
- 風景畫
  -    卡那封城堡(Caernarfon Castle)
  -    奇姆的公雞酒店(Cock Tavern at Cheam)，溫尼伯美術館藏
  -    多爾巴達恩城堡(dolbadarn Castle)
  -    多佛爾城堡(Dover Castle)
  -    有石棺的阿維納斯湖(Lake Avernus with a Sarcophagus)，馬薩諸塞州伍斯特市，伍斯特藝術博物館藏
  -    塔維斯托克的利德福德瀑布 (Lydford Waterfall, Tavistock)
  -    佩內戈斯的河流(River at Penegoes)
  -    羅馬夫人別墅花園(The Garden of the Villa Madama, Rome)
  -   莫達赫河谷與卡德爾伊德里斯山(Valley of the Mawddach with Cader Idris)
  -    蒂沃利景觀(View at Tivoli)
  -    溫莎大公園景觀(View in Windsor Great Park)
  -    西爾格蘭城堡(Cilgerran Castle)
  -    諾曼塔納路的古典風景(Classical Landscape, Strada Nomentana)
  -    康威城堡(Conway Castle)
  -   多爾蓋勞橋(Dolgellau Bridge)
  -    尼亞加拉大瀑布(The Niagara Falls')
  -    皮斯蒂爾雷亞德湖的阿伯瀑布(Pistyll Rhaeadr, Aber Falls)
  -    孤獨（有隱士的風景）Solitude (or Landskip with Hermits)

- 其它
  -   阿爾庫俄涅(Ceyx and Alcyone), 1768
  -   弗朗西斯．艾斯考 (Francis Ayscough)，布里斯托爾大學 (Bristol) 院長，英國國王喬治三世 (King George III) 及其學生的導師 (Francis Ayscough, Dean of Bristol and tutor to King George III of Great Britain with his pupils)
  -    莫爾德附近科洛門迪的凱瑟琳．瓊斯小姐(Miss Catherine Jones of Colomendy, near Mold), 1740

## 延伸閱讀
- Chisholm, Hugh, ed. (1911). "Wilson, Richard" . Encyclopædia Britannica. 28 (11th ed.). Cambridge University Press. p. 695.
- Lee, Sidney, ed. (1900). "Wilson, Richard" . Dictionary of National Biography. 62. London: Smith, Elder & Co. pp. 120–23.
- Cole, Timothy. Old English masters (New York : The Century Co., 1902) pp. 67–76.

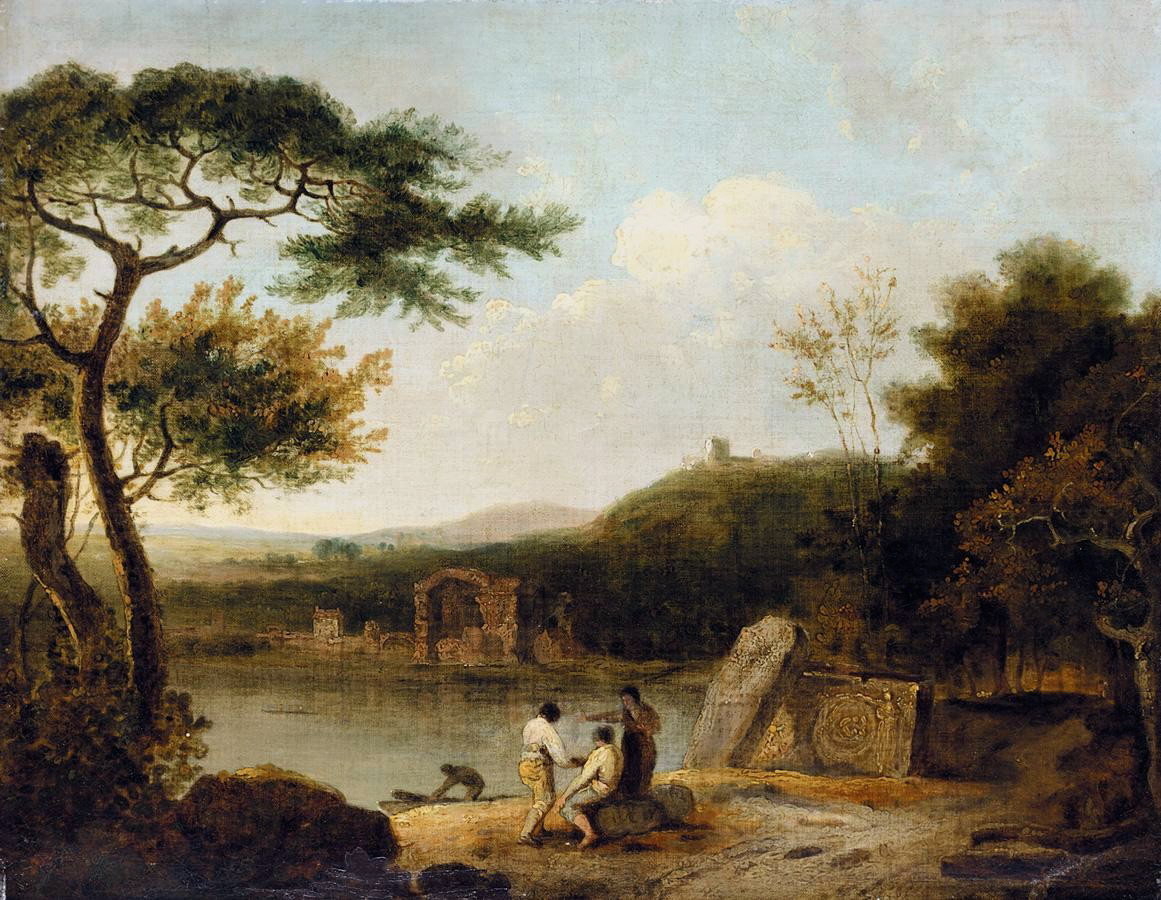
Lake Avernus I (约1765)

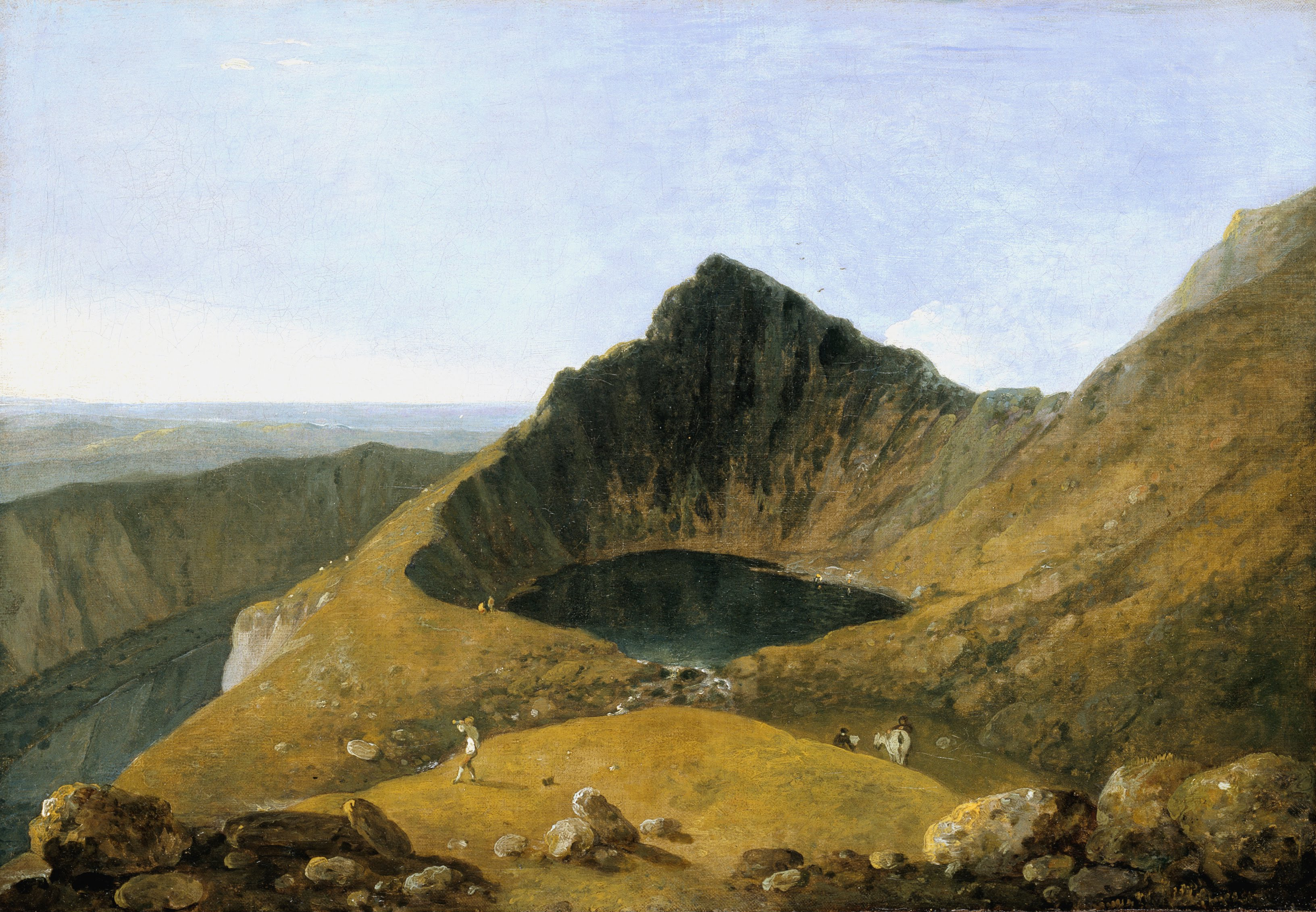
Llyn-y-Cau, Cader Idris

- Fletcher, Beaumont. Richard Wilson. R.A. The Makers of British Art (Walter Scott, London, 1908).
- Edwards, R. 'Richard Wilson and his pupil', in Country Life (1945 November)
- Ford, B. The Drawings of Richard Wilson (1951)
- Constable, W. G. Richard Wilson (1953)
- Spencer-Longhurst, Paul. Richard Wilson: Online Catalogue Raisonné (London: Paul Mellon Centre, 2014).
- Sutton, Denys & Clement, Ann. An Italian sketchbook: drawings made by the artist in Rome and its environs (Routledge & Kegan Paul, 1968).
- Solkin, David H., Richard Wilson: The Landscape of Reaction (Tate Gallery, London, 1982).
- Davies, John, Nigel Jenkins, Menna Baines and Peredur Lynch (Eds.). The Welsh Academy Encyclopaedia of Wales (University of Wales Press, 2008). ISBN 978-0-7083-1953-6
- Solkin, David H.; Wilson, Richard, 1713-1782. “Richard Wilson: the landscape of reaction”, 1982, Tate Gallery
- Postle, Martin, editor of compilation.; Simon, Robin, 1947- editor of compilation.; Simon, Robin, 1947- author“Richard Wilson and the transformation of European landscape painting”, New Haven : Yale Center for British Art ; Cardiff : Amguedda Cymru-National Museum Wales, 2014